# Theodicee
Een theodicee (van het Klassieke Grieks: theos (God) en dikè (recht, rechtvaardiging): de "rechtvaardiging van God") is een argumentatie die een rechtvaardiging moet zijn voor (het geloof in het bestaan van) een God die zowel volmaakt goed als almachtig is, terwijl er toch kwaad in de wereld bestaat (het probleem van het lijden). Een theodicee poogt een logische verklaring te geven voor deze paradoxale combinatie van eigenschappen en feiten. Er zijn in de loop van de geschiedenis verschillende theodiceeën opgesteld. Het woord stamt uit de christelijke traditie.
De zware aardbeving in Lissabon die de stad in 1755 op een kerkelijke feestdag verwoestte bracht velen in Europa, de filosofen van de Verlichting voorop, aan het twijfelen over het bestaan van een rechtvaardige God. De gangbare gedachten over een theodicee konden niet met de ramp in overeenstemming worden gebracht. Met name de theodicee van Leibniz werd door vooruitstrevende intellectuelen verworpen naar aanleiding van deze catastrofe.

## Theodicee door Leibniz
De beroemdste theodicee is wel die van de Duitse filosoof Gottfried Wilhelm Leibniz: volmaakt als hij is heeft God uiteraard de beste van alle mogelijke werelden geschapen. Een geschapen wereld is echter per definitie gelimiteerd en dus onvolmaakt. Een betere wereld dan een begrensde is simpelweg niet mogelijk. Leibniz stelt dat ook God zich niet kan onttrekken aan de logica. Leibniz' theodicee is eigenlijk niet zozeer een rechtvaardiging van God alswel een geschrift dat stelt dat de menselijke rede algemeen toepasbaar is. Leibniz verwerpt de pythagoreïsche oplossing dat alle mogelijke werelden ook allemaal reëel bestaan (een multiversum).

## Theodicee van het multiversum
Het bestaan van een multiversum is tegenwoordig in de natuurkunde de dominante reële (in tegenstelling tot formele) interpretatie van de kwantummechanica. Een multiversum vereenvoudigt het probleem aanzienlijk, omdat dan alleen nog aangetoond hoeft te worden dat het voor iedere wereld beter is te bestaan dan niet te bestaan — en niet meer dat haar bestaan beter is dan dat van iedere andere mogelijke wereld. Deze theorie staat dus tegenover Leibniz' overtuiging dat de ons bekende wereld een uniek bestaan heeft te midden van andere theoretisch mogelijke, maar onbestaande werelden. Een beroep op het multiversum als theodicee is in de moderne theologie het eerst gedaan in 1978, door John McHarry.

## Theodicee van het omniversum
Het omniversum is de verzameling van alle multiversa. Volgens de theodicee van het omniversum bestaan alle mogelijke universa, hetgeen zou inhouden dat wij eerder toevallig in deze wereld met lijden zijn terechtgekomen. Deze theodicee spreekt het bestaan van God niet tegen, maar beperkt zijn macht wel aanzienlijk. God zou dan slechts het omniversele proces geactiveerd hebben. God zou dan buiten dit universum bestaan.

## Theodicee van de vrije wil
Volgens de theodicee van de vrije wil accepteert God het bestaan van het kwaad in de wereld omdat de mens pas iets heeft aan zijn vrije wil als hij er ook iets mee te kiezen heeft. Het Kwaad bestaat dus zodat de mens een keuze kan maken ertegen.

## Theodicee van de duivel
Volgens de theodicee van de duivel is God niet de enige zingever in het bestaan en is het kwaad een zelfstandige macht die door God niet verdreven kan worden. De aanwezigheid van het kwaad in de wereld is dus eigenlijk te verklaren door Gods zwakte om het te verdrijven.
Dit druist overigens in tegen de aanname van Gods almacht die een voorwaarde zou zijn voor zijn bestaan. Overigens wordt in veel moderne theologische opvattingen niet meer uitgegaan van de almacht van God.

## Theodicee van de erfzonde
Volgens de theodicee van de erfzonde accepteert God het bestaan van het kwaad in de wereld als straf voor de erfzonde. Dat wil zeggen omdat de eerste mensen op aarde, Adam en Eva, aten van de boom van de kennis van goed en kwaad. Dit was hun verboden en ze pleegden de eerste zonde op aandringen van een slang.
God strafte hierom niet alleen Adam en Eva, maar ook hun volledige nageslacht: de hele mensheid. Dat zou de reden zijn waarom ook wij nu nog een leven hebben waarin lijden een prominente rol speelt.

## Theodicee van het offer
Volgens de theodicee van het offer accepteert God het bestaan van het kwaad in de wereld omdat de mens pas een offer kan brengen aan een andere mens of aan zijn schepper als hij er slechter van wordt (anders is het geen offer). Het Kwaad is de manier om het offer zijn waarde te geven.

## Theodicee van de compassie
Ook volgens de theodicee van de compassie is God niet almachtig. Hij kijkt met medelijden toe hoe de mens lijdt, maar kan er zelf niets aan veranderen.

## Theodicee van de compassie met het kwaad
Volgens de theodicee van de compassie met het kwaad heeft God in zijn oneindig pure goedheid zelfs medelijden met het kwaad zelf.
Deze theodicee suggereert ook dat God het kwaad niet (bewust) geschapen heeft.

## Theodicee van de mystieke weg
Volgens de theodicee van de mystieke weg accepteert God het bestaan van het kwaad in de wereld omdat we als mensen door het lijden onze schepper leren kennen. Dit is een theodicee die stamt uit de sapiëntiële christologie waarin Jezus een soort mystagoog is die ons de weg naar zijn vader wijst.

## Theodicee van de pedagogie
Volgens de theodicee van de pedagogie accepteert God het bestaan van het kwaad in de wereld, omdat het een opvoedende functie zou hebben. We kunnen er iets van leren als we bestraft worden met lijden.
God speelt dan inderdaad niet zozeer de rol van rechter alswel die van leraar.

## Theodicee van de vergelding
Volgens de theodicee van de vergelding accepteert God het bestaan van het kwaad in de wereld omdat hij het lijden kan gebruiken als middel om de menselijke fouten te wreken, om de morele balans (die volgens Immanuel Kant cruciaal is voor het bestaan van God) in evenwicht te houden.
God is dus geen rechter, vader of leraar, maar een rekenaar.

## Theodicee van de apathie
Volgens de theodicee van de apathie laten het lijden en het kwaad God koud. Onze problemen interesseren hem gewoonweg niet.
In dit geval is God geen rechter, geen vader en geen leraar. Hij is ongevoelig.